# Vũ đoàn
Vũ đoàn, bao gồm các nhóm nhảy, nhóm múa, tốp múa hay đoàn múa, là một tập hợp các vũ công và cá nhân liên đới cùng làm việc với nhau để trình diễn vũ đạo trước công chúng hay trong ngành công nghiệp giải trí. Có nhiều kiểu vũ đoàn khác nhau và thường biểu diễn với các phong cách vũ đạo khác nhau.

## Các vị trí
- Giám đốc nghệ thuật
- Nghệ sĩ
- Biên đạo múa
- Vũ công
- Hội đồng quản trị
- Giám đốc học thuật
- Kỹ thuật viên
- Nhân viên tiếp tân
- Người quản lý tiếp thị
- Người quản lý tài chính
- Giám đốc diễn tập
- Người quản lý sân khấu
- Nhà sản xuất
- Người bố trí ánh sáng và thiết kế phục trang
- Tổng giám đốc

Trong các đoàn nhỏ thì một vài các nhiệm vụ, chức năng bên trên sẽ do cùng một người đảm nhiệm mà không có danh xưng công việc rõ ràng, cụ thể. Trong khi đó, ví dụ như các vũ đoàn ba lê thì thường lớn hơn và có các cấp bậc được xác định rõ ràng hơn.